# Oregon Pacific Railroad
| Oregon Pacific Railroad                                   | Oregon Pacific Railroad |
| --------------------------------------------------------- | ----------------------- |
| Corvallis and Eastern Railroad am Santiam River in Oregon |                         |
| Spurweite:                                                | 1435 mm (Normalspur)    |
|                                                           |                         |

Die Oregon Pacific Railroad wurde in den 1870er Jahren von Thomas Egenton Hogg gebaut. Sie verband die Yaquina Bay mit Boise, Idaho.

## Geschichte
Die Strecke führte von Yaquina Bay durch Corvallis und den Santiam River hinauf bis zum Fuß der Kaskadenkette. Sie wurde 1884 für den Verkehr freigegeben. Das Verkehrsaufkommen war geringer als erhofft, weil sich die Einfahrt zum Hafen Yaquina Bay als zu flach erwies, nachdem dort zwei Dampfschiffe auf Grund gelaufen waren. 1890 geriet die Oregon Pacific mit ihren Anleihen in Verzug und stürzte in Konkurs.
Sie wurde 1894 für 100.000 $ versteigert und als Oregon Central and Eastern Railroad mit 3 Mio. € neuem Kapital wieder in Betrieb genommen. Aus ihr entstand 1897 die Corvallis and Eastern Railroad, die schließlich für 1,4 Mio. $ an die Southern Pacific Railroad verkauft wurde. Heute werden noch die Streckenabschnitte von Mill City nach Lebanon und von Albany nach Toledo von zwei unterschiedlichen Betreibern genutzt.